# Clément Bonnand
Clément Bonnand (Saint-Maurice-sur-Dargoire, 20 maggio 1796 – Benares, 21 marzo 1861) è stato un missionario e vescovo cattolico francese.

## Biografia

### Sinodo di Pondicherry
Il principale evento del suo incarico come vicario apostolico di Pondicherry fu il cosiddetto Sinodo di Pondicherry, che si tenne dal 18 gennaio al 13 febbraio 1844, che ebbe grande influenza non solo sulla chiesa indiana, ma su tutte le missioni in Asia.

## Genealogia episcopale e successione apostolica
La genealogia episcopale è:
- Cardinale Guillaume d'Estouteville, O.S.B.Clun.
- Papa Sisto IV
- Papa Giulio II
- Cardinale Raffaele Sansone Riario
- Papa Leone X
- Papa Paolo III
- Cardinale Francesco Pisani
- Cardinale Alfonso Gesualdo di Conza
- Papa Clemente VIII
- Cardinale Pietro Aldobrandini
- Cardinale Laudivio Zacchia
- Cardinale Antonio Barberini, O.F.M.Cap.
- Cardinale Marcantonio Franciotti
- Cardinale Giambattista Spada
- Cardinale Carlo Pio di Savoia
- Arcivescovo Giacomo Palafox y Cardona
- Cardinale Luis Manuel Fernández de Portocarrero-Bocanegra y Moscoso-Osorio
- Patriarca Pedro Portocarrero y Guzmán
- Vescovo Silvestre García Escalona
- Vescovo Julián Domínguez y Toledo
- Vescovo Pedro Manuel Dávila Cárdenas
- Arcivescovo Domingo Pantaleón Álvarez de Abreu
- Arcivescovo Manuel José Rubio y Salinas
- Vescovo Manuel de Matos, O.F.M.Disc.
- Vescovo Juan de La Fuente Yepes
- Vescovo Pierre Brigot, M.E.P.
- Vescovo Luigi (Luigi Maria di Gesù) Pianazzi, O.C.D.
- Vescovo Antonio (Pietro d'Alcántara di San Antonio) Ramazzini, O.C.D.
- Vescovo Paolo Antonio (Raimondo di San Giuseppe) Boriglia, O.C.D.
- Vescovo Louis-Charles-Auguste Hébert, M.E.P.
- Vescovo Clément Bonnand, M.E.P.

La successione apostolica è:
- Vescovo Gaetano Antonio Mulsuce, C.O. (1843)
- Vescovo Etienne-Louis Charbonnaux, M.E.P. (1845)
- Vescovo Melchior-Marie-Joseph de Marion-Brésillac, M.E.P. (1846)
- Vescoco Joseph-Isidore Godelle, M.E.P. (1857)